# إدافوصور

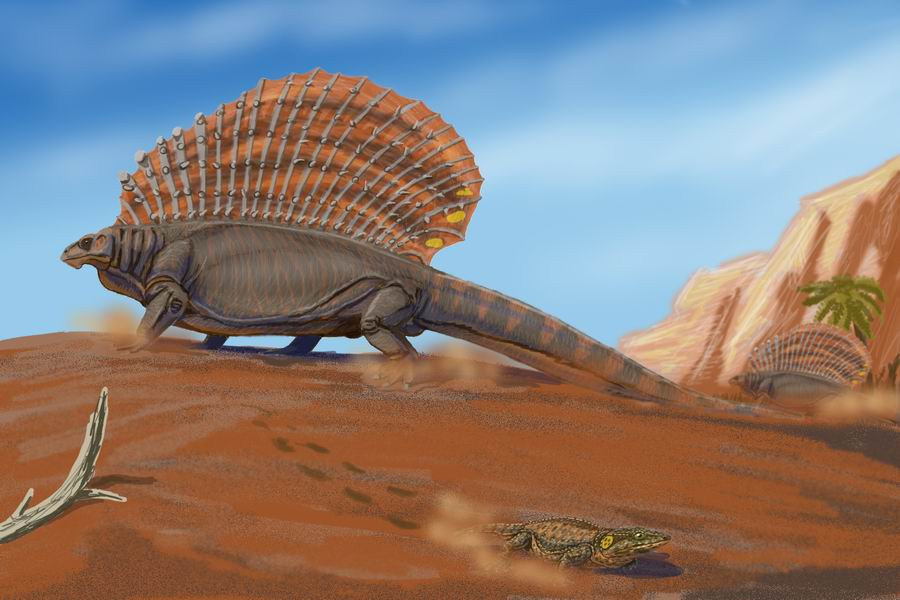
E. pogonias

الإدافوصورس (Edaphosaurus؛ يعني«سحلية الأرض» من اليونانية إدافو εδαφος تعني «أرض» أو «رصيف» وصورس σαυρος تعني «سحلية») هو جنس منقرض من سينابسيدات الإدافوصوريات عاش منذ حوالي 300 لـ 280 مليون سنة مضت، من العصر الكربوني المتأخر (البنسلفاني) إلى العصر البرمي المبكر (السسورالي)، عالم الإحاثة الأمريكي إدوارد درينكر كوب وصف الإدافوصورس سنة 1882  وأعطاه اسمه من أجل «رصيف الأسنان» على المجموعة الكثيفة من الأسنان في كل من الفكين العلوي والسفلي، الإدافوصورس ذو أهمية باعتباره أحد أوائل الفقاريات رباعيات الأطراف السلوية الآكلة للنباتات بالإضافة إلى صفين الأسنان الكبيرين في فكيه، وأكثر سمة مميزة للإدافوصورس هي الشراع على ظهره، وهناك عدد من السينابسيدات من نفس الفترة الزمنية لديها أيضاً أشرعة ظهرية طويلة أشهرها المفترس الكبير الديميترودون، ومع ذلك فالشراع على الإدافوصورس يختلف في الشكل والتشكل.
الحفريات الأولى من الإدافوصورس جاءت من تكساس في أمريكا الشمالية، مع اكتشافات لاحقة في نيومكسيكو وأوكلاهوما وفيرجينيا الغربية، كما تم العثور على حفريات جزئية نسبت إلى الإدافوصورس في التشيك وألمانيا وأوروبا الوسطى.

## وصلات خارجية
- Edaphosauridae – edaphosaurs - (list of species)